# Cantone di Nuits-Saint-Georges
Il Cantone di Nuits-Saint-Georges è una divisione amministrativa dell'arrondissement di Beaune.
A seguito della riforma approvata con decreto del 18 febbraio 2014, che ha avuto attuazione dopo le elezioni dipartimentali del 2015, è passato da 25 a 34 comuni.

## Composizione
I 25 comuni facenti parte prima della riforma del 2014 erano:
- Agencourt
- Arcenant
- Argilly
- Boncourt-le-Bois
- Chaux
- Comblanchien
- Corgoloin
- Flagey-Echézeaux
- Fussey
- Gerland
- Gilly-lès-Cîteaux
- Magny-lès-Villers
- Marey-lès-Fussey
- Meuilley
- Nuits-Saint-Georges
- Premeaux-Prissey
- Quincey
- Saint-Bernard
- Saint-Nicolas-lès-Cîteaux
- Villars-Fontaine
- Villebichot
- Villers-la-Faye
- Villy-le-Moutier
- Vosne-Romanée
- Vougeot

Dal 2015 i comuni appartenenti al cantone sono i seguenti 34:
- Agencourt
- Arcenant
- Argilly
- Barges
- Boncourt-le-Bois
- Broindon
- Chaux
- Comblanchien
- Corcelles-lès-Cîteaux
- Corgoloin
- Épernay-sous-Gevrey
- Flagey-Echézeaux
- Fussey
- Gerland
- Gilly-lès-Cîteaux
- Magny-lès-Villers
- Marey-lès-Fussey
- Meuilley
- Noiron-sous-Gevrey
- Nuits-Saint-Georges
- Premeaux-Prissey
- Quincey
- Saint-Bernard
- Saint-Nicolas-lès-Cîteaux
- Saint-Philibert
- Saulon-la-Chapelle
- Saulon-la-Rue
- Savouges
- Villars-Fontaine
- Villebichot
- Villers-la-Faye
- Villy-le-Moutier
- Vosne-Romanée
- Vougeot